# 周芷
周 芷（しゅう し、Louise Tsi Chow、ルイーズ・チー・チョウ、1943年 - ）は、中国出身の生化学者・分子遺伝学者である。ヒトパピローマウイルス(HPV)の研究で知られる。彼女の研究は遺伝子スプライシングの発見に寄与し、彼女の共同研究者であるリチャード・ロバーツは1993年にノーベル生理学・医学賞を受賞したが、周も共同で受賞すべきだったと主張する者もいる。

## 生涯
周は中華民国湖南省で生まれた。彼女の父は中華民国財政部関務署署長で経済学者の周徳偉で、署長官舎として使われていた台北市新生南路の紫藤廬で育った。紫藤廬は、何度か改修はされているが現存し、周芷の部屋はそのまま残されている。
台湾省立台北第一女子中学を卒業し、1965年に国立台湾大学で農芸化学を学んだ後、カリフォルニア工科大学で化学を学び、1973年にPh.D.を取得した。その後、カリフォルニア大学サンフランシスコ校で博士研究員としてサル腫瘍ウイルスSV40を研究した。
彼女と彼女の夫であるトーマス・ブローカーは、1975年にコールド・スプリング・ハーバー研究所に加わった。アデノウイルスの遺伝子構成、DNA転写、RNA翻訳を研究する過程で、彼女と彼女の同僚は1977年にRNAスプライシングを発見した。この発見により、彼女の共同研究者であるリチャード・ロバーツは1993年にノーベル生理学・医学賞を受賞した。多くの人は、周も受賞に値すると考えている（ノーベル賞を巡る論争も参照）。
1984年にロチェスター大学医学部で職を得、ヒトパピローマウイルス(HPV)のゲノムを研究した。1993年にアラバマ大学バーミングハム校(UAB)の教授に就任し、癌、嚢胞性線維症、AIDSなどの病気に焦点を当てて遺伝学とウイルス学を研究している。UABにおいて周と研究チームは、癌の原因として最も優勢なHPV株であるHPV-18を実験室で大量生産する方法を開発し、HPVの全複製周期を研究することがでるようになった。

## ノーベル賞を巡る論争
コールド・スプリング・ハーバー研究所における周の共同研究者であったリチャード・ロバーツは、RNAスプライシングの発見によって、ロバーツらと独立にRNAスプライシングを発見したフィリップ・シャープと共に1993年のノーベル生理学・医学賞を受賞した。ロバーツはこの賞を（周を含む）共同研究者に対する賛辞(tribute)と称した。しかし、他の科学者は、スプライシングのプロセスを観察できるように電子顕微鏡を操作していた周も、ノーベル賞の共同受賞者に含まれているべきだと考えていた。周はボストン・グローブに対して自身の貢献について「（それは）些細なことではなかった。……それは新しいタイプの実験であり、そのための設計とセットアップが必要だった」と語った。

## 主要な論文
- Chow, L. T.; Gelinas, R. E.; Broker, T. R.; Roberts, R. J. (September 1977). “An amazing sequence arrangement at the 5' ends of adenovirus 2 messenger RNA”. Cell 12 (1):  1–8. ISSN 0092-8674. PMID 902310.

## 主な受賞歴
- 米国科学アカデミー外国人会員（2012年）
- 中央研究院院士[1]